# Naraka (Budism)

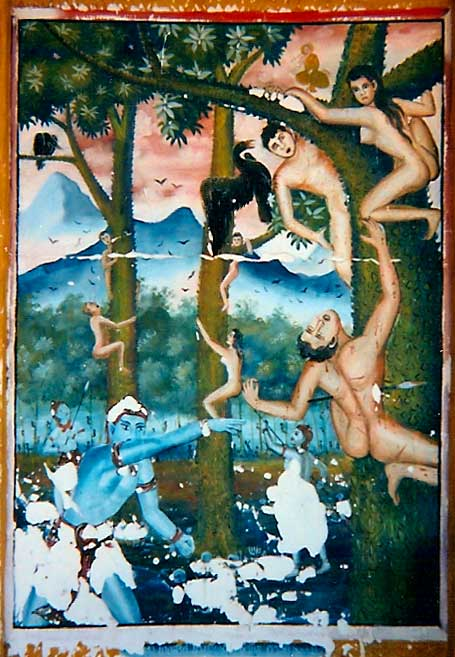
Goi şi urcaţi în copaci plini de spini, aceşti oameni sunt ciuguliţi de păsări din aer şi atacaţi de demoni albaştri cu suliţe de la sol. Munţi îngheţaţi se observă în fundal.

Naraka नरक (sanscrită) sau Niraya निरय (pali) (în chineză: 那 落 迦 sau 捺 落 迦, Nàlùojiā sau 地狱 Di Yu; japoneză: 地狱 Jigoku sau 奈 落 Naraku; birmaneză: nga-YE; tibetană: དམྱལ་བ་ dmyal ba; thailandeză: นรก nárók; malaieză: neraka ) este numele dat la o lume cu cele mai mari suferințe din cosmologia budistă.
Naraka este de obicei tradus ca iad, tărâmul iadului sau purgatoriu. Ținuturile Naraka din budism sunt strâns legate de 地狱 Dì Yù, iadul din mitologia chineză. Un Naraka diferă de iadurile religiilor avraamice în două privințe. În primul rând, ființele nu sunt trimise în Naraka ca urmare a unei judecăți și pedepse divine, în al doilea rând durata șederii unei ființe într-o Naraka nu este veșnică, deși de obicei durează mult timp.

## Naraka fierbinți
- Arbuda
- Nirarbuda
- Aṭaṭa
- Hahava
- Huhuva
- Utpala
- Padma
- Mahāpadma

## Naraka înghețate
- Sañjīva
- Kālasūtra
- Saṃghāta
- Raurava
- Mahāraurava
- Tapana
- Pratāpana
- Avīci

## Naraka izolate
- Pratyeka (pali: Pacceka-niraya)
- Lokantarikas.